# Jukka-Pekka Saraste
Jukka-Pekka Saraste   (Heinola, 22 d'abril de 1956) és un finlandès director d'orquestra i violinista.
Saraste es va formar com a violinista. Posteriorment, va estudiar direcció a l'Acadèmia Sibelius amb Jorma Panula a la mateixa classe que Esa-Pekka Salonen i Osmo Vänskä. Abans de ser director d'orquestra, Saraste va ser co-principal violinista segon i més tard associat de Leif Segerstam, amb l'Orquestra Simfònica de la Ràdio de Finlàndia (RSO).
El 1983, Esa-Pekka Salonen i Saraste van cofundar el programa Avanti! Orquestra de Cambra, especialitzada en interpretacions de música contemporània. El 2000, Saraste també va fundar el Festival de concerts d'"estiu Ekenäs" amb l'Orquestra de Cambra de Finlàndia, i actualment és l'assessor artístic tant del Festival com de l'Orquestra. Saraste ha dirigit l'orquestra de cambra finlandesa en diverses gires, incloses gires pels Estats Units i la Xina.
El 1987, Saraste es va convertir en el director titular de la RSO i va ocupar el càrrec fins al 2001. El 1987, també es va convertir en el director principal de l'Orquestra de Cambra d'Escòcia i va romandre amb l'orquestra fins al 1991. Ara Saraste té el títol de Director Laureat de l'RSO. Ha enregistrat dues vegades les simfonies completes de Jean Sibelius amb la RSO.
Saraste es va convertir en director musical de l'Orquestra Simfònica de Toronto el 1994. Els darrers anys del seu mandat van estar marcats per les disputes per les dificultats econòmiques de l'orquestra, les vagues de diversos músics i els seus esforços infructuosos per millorar l'acústica al "Roy Thomson Hall". Durant el conflicte laboral de 1999, Saraste s'havia ofert a servir de mediador en la situació. Saraste va deixar el seu càrrec a Toronto el 2001, i des de llavors ha tornat a Toronto per a diverses aparicions com a convidat.
Del 2002 al 2005, Saraste va exercir com a director convidat principal de la BBC Symphony Orchestra. L'agost del 2006, es va convertir en director musical de la Filharmònica d'Oslo, amb un contracte inicial de 5 anys. El juny de 2009, el seu contracte a Oslo es va prorrogar durant la temporada 2012-2013. Està previst que conclogui el seu mandat a Oslo després de la temporada 2012-2013. El desembre del 2006, l'Orquestra Simfònica de Lahti va anunciar el nomenament de Saraste com a assessor artístic del 2008 al 2011 i director artístic del Festival Lahti Sibelius el 2008. El novembre del 2008, l'Orquestra Simfònica WDR de Colònia va anunciar el nomenament de Saraste com a pròxim director principal, a partir de la temporada 2010-2011. Va ocupar el càrrec durant la temporada 2018-2019.
Saraste va rebre el Premi Estatal de Música de Finlàndia el 2000. Ha rebut un doctor honoris causa per la Universitat de York (Toronto) i és medallista Sibelius. Altres premis també inclouen el Premi Sibelius, atorgat a Noruega.